# Orthetrum hintzi
Orthetrum hintzi är en trollsländeart som beskrevs av Schmidt 1951. Orthetrum hintzi ingår i släktet Orthetrum och familjen segeltrollsländor. IUCN kategoriserar arten globalt som livskraftig. Inga underarter finns listade i Catalogue of Life.